# Campus Atheneum Voskenslaan

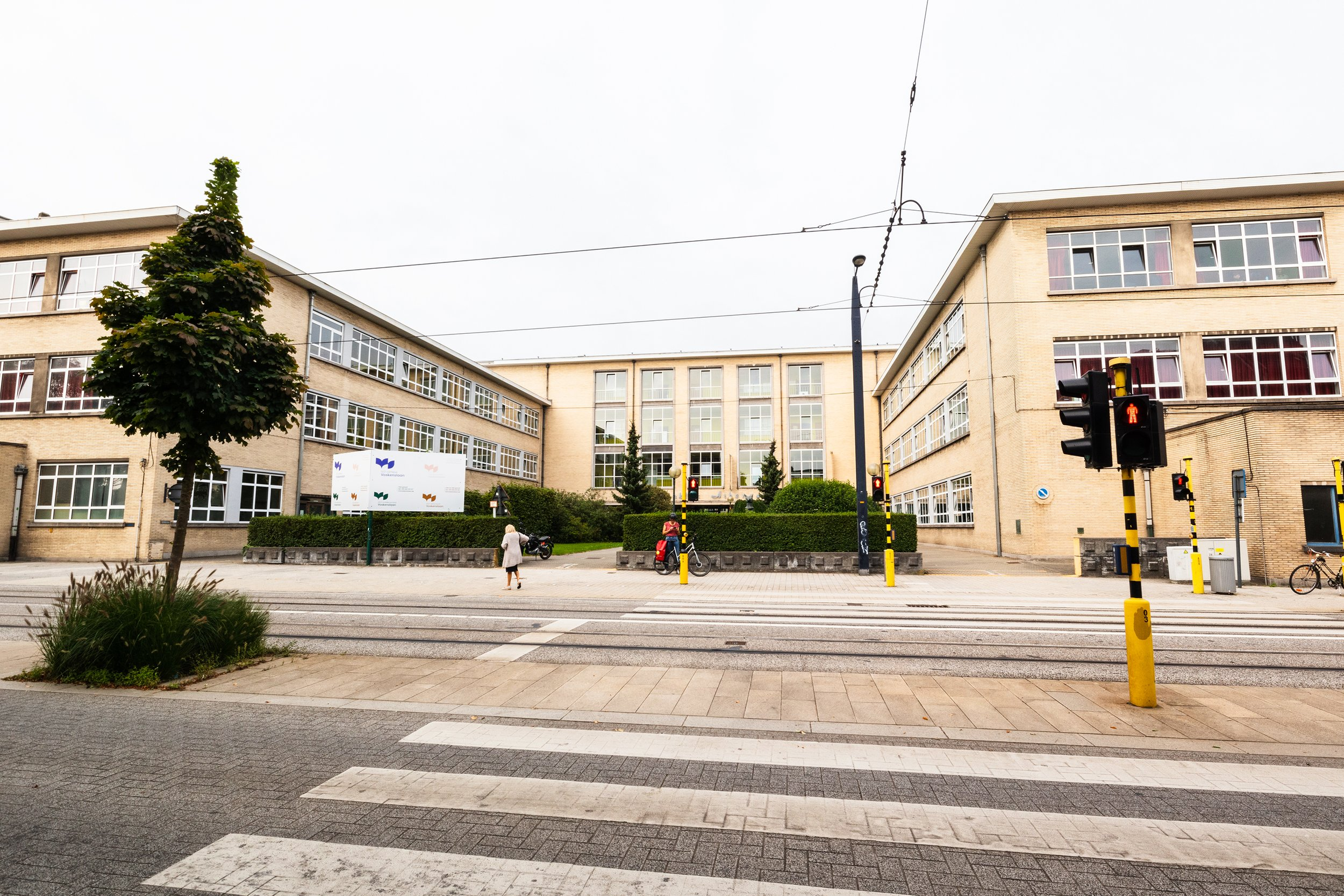
De voorkant van het Koninklijk Atheneum Voskenslaan, genomen van de overkant van de straat.

De Voskenslaan (in Gent bestaat de gewoonte scholen te noemen naar de straat) is een kleuter-, basis- en middelbare school in de Belgische stad Gent. De scholen liggen aan de Voskenslaan, in de buurt van het Gentse Sint-Pietersstation. De meerderheid van de meer dan 1500 leerlingen volgt Algemeen Secundair Onderwijs (ASO), alhoewel er al enkele jaren ook een Technische afdeling (TSO) en een Topsportrichting bestaat.
Ze is samen met het Koninklijk Atheneum Mariakerke, het Atheneum Wispelberg en De Wingerd een begrip in zijn soort in het Gentse.

## Algemeen
De school is onderverdeeld in drie onderdelen: het Koninklijk Atheneum (KA Voskenslaan), de Middenschool (MS Voskenslaan) en de Basis- en Kleuterschool (BS Voskenslaan). De school kent een Pedagogische Adviesraad (PAR) en een leerlingenraad, democratisch verkozen en gesteund door een leerlingenparlement. Met geregelde tussenpozen wordt een Iris gepubliceerd, een door leerlingen en voor leerlingen samengestelde schoolkrant. Deze leerlingen zijn lid van deze leerlingenraad. Verder biedt de Voskenslaan elk jaar een jaarboek aan, gevuld met foto's van de leerlingen en schoolactiviteiten.
De ouders hebben inspraak via het Oudercomité. De Voskenslaan is lid van een scholengroep van 32 scholen van het Gemeenschapsonderwijs in Gent en omstreken met de naam Panta Rhei (Grieks: "alles stroomt").

## Geschiedenis
De Voskenslaan bestaat al sinds het einde van de 18e eeuw. In 1797 werd de École Centrale du Département de L'Escaut (Centrale School van het Scheldedepartement) opgericht door de Franse regering. In de gebouwen van de oude abdij van Baudeloo aan de Ottogracht werd toen een onderwijsinstelling opgericht waaruit in 1850 het Koninklijk Atheneum groeide. Tot de jaren 1930 werd net zoals in de rest van Vlaanderen op de school uitsluitend les gegeven in het Frans. Tijdens het schooljaar 1957-1958 werd de school gesplitst. De helft van de leerlingen en leerkrachten werd overgebracht naar de nieuwbouw aan de Voskenslaan. In de voortuin staat sinds de oprichting van de school een beeld van een vos.

## Reputatie
De school probeert standing, traditie en toekomst te combineren. Het is in eerste instantie een ASO-school die voorbereidt op hogere studies in de wetenschappen, de moderne- of de klassieke talen. Daarnaast kan men Sport-Wetenschappen studeren (ASO) en Lichamelijke Opvoeding en Sport (TSO). De Belgische Olympische turnster Aagje Vanwalleghem, de wielrenners Iljo Keisse en Dominique Cornu en de polsstokspringer Kevin Rans zijn enkele bekende oud-leerlingen uit de sportwereld.

## Bekende leerlingen
Bekende leerlingen van het Koninklijk Atheneum aan de Ottogracht (voor de verhuizing van de school naar het nieuwe gebouw in 1957) zijn: Karel van de Woestijne, Emiel Moyson, Victor Horta, Leo Baekeland en Jean Daskalidès.
Enkele Belgische politici van VLD- en vooruit-signatuur, onder wie Guy Verhofstadt en Freya Van den Bossche, hebben aan de Voskenslaan hun diploma behaald. 
Ook Sabine De Vos, journalisten Freek Braeckman en Jan Becaus, astronaut Dirk Frimout, gewichtheffer Tom Goegebuer, presentatrice Sophie Dewaele, "Homo Turisticus" Jan Matthys en VRT-werknemer Nic Balthazar hebben hier hun opleiding genoten, evenals turnster Nina Derwael.
Sommige bekende leerlingen vinden later hun weg terug naar de Voskenslaan als promotor van de Plechtige Proclamatie.